# Bataille du cap Finisterre (mai 1747)
Pour les articles homonymes, voir Bataille du cap Finisterre.
Guerre de Succession d'Autriche
Batailles
- Mollwitz (04-1741)
- Chotusitz (05-1742)
- Sahay (05-1742)
- Prague (06/12-1742)
- Dettingen (06-1743)
- Cap Sicié (02-1744)
- 19 mai 1744
- Menin (05/06-1744)
- Ypres (06-1744)
- Furnes (07-1744)
- Fribourg (11-1744)
- Tournai (04/06-1745)
- Pfaffenhofen (04-1745)
- Fontenoy (05-1745)
- Hohenfriedberg (06-1745)
- Melle (07-1745)
- Gand (07-1745)
- Bruges (07-1745)
- Audenarde (07-1745)
- Termonde (08-1745)
- Ostende (08-1745)
- Nieuport (08/09-1745)
- Ath (09/10-1745)
- Soor (09-1745)
- Hennersdorf (11-1745)
- Kesselsdorf (12-1745)
- Culloden (04-1746)
- Mons (06/07-1746)
- Bruxelles (01/02-1746)
- Namur (09-1746)
- Charleroi (07/08-1746)
- Lorient (09/10-1746)
- Rocourt (10-1746)
- Cap Finisterre (1er) (05-1747)
- Lauffeld (07-1747)
- Bergen-op-Zoom (07/09-1747)
- Cap Finisterre (2e) (10-1747)
- Saint-Louis-du-Sud (03-1748)
- 18 mars 1748
- Maastricht (04/05-1748)

Campagnes italiennes
- Combat de Saint-Tropez (06-1742)
- Camposanto (02-1743)
- Villafranca (04-1744)
- Casteldelfino (07-1744)
- Velletri (08-1744)
- Madonne de l'Olmo (09-1744)
- Bassignana (09-1745)
- Josseau (10-1745)
- Plaisance (06-1746)
- Tidone (08-1746)
- Rottofreddo (08-1746)
- Gênes (1er) (12-1746)
- Gênes (2e) (07-1747)
- Assietta (07-1747)

La première bataille du cap Finisterre est une bataille navale livrée pendant la guerre de Succession d'Autriche. Elle est souvent nommée aussi bataille du cap Ortégal puisqu'elle s'est déroulée au large de l'Espagne. Cette bataille oppose le 14 mai 1747 une escadre britannique, commandée par George Anson, à l'escorte d'un convoi français, commandé par Jacques-Pierre de Taffanel de La Jonquière. C'est le deuxième des trois grands affrontements navals opposant la Marine française à la Royal Navy pendant ce conflit. Cette bataille se déroule dans le cadre de la stratégie des convois.
La France et la Grande-Bretagne protègent, pendant la guerre de Succession d'Autriche, leurs navires de commerce en formant de grands convois escortés contre les corsaires et les vaisseaux adverses. La Grande-Bretagne, qui dispose de plus de navires de guerre que la France, met en place en 1747 une puissante escadre destinée à intercepter les convois qui partent vers les Antilles et les Indes. Cette bataille, acceptée par les Français pourtant en grande infériorité, se termine par leur défaite, mais la Royal Navy doit laisser s'échapper une partie du convoi et découvre la qualité supérieure des nouveaux vaisseaux de 74 canons.

## Le contexte: la protection des convois pendant la guerre de Succession d'Autriche
La guerre, qui a repris entre la France et la Grande-Bretagne en 1744, n'a vu se dérouler qu'une seule grande bataille navale — la même année — devant Toulon. Depuis cet affrontement, la Marine française, qui combat avec des effectifs très inférieurs à ceux de la Royal Navy — 51 vaisseaux contre 120 en 1744, sans compter les frégates — a réussi à éviter les grandes engagements au profit de la sureté de ses liaisons avec les possessions coloniales des Antilles, d'Amérique, d'Afrique et des Indes. Les Français ont donné la priorité à l'escorte des convois marchands, organisés par le ministre de la Marine, Maurepas. Ces missions sont remplies avec succès de 1744 à 1747, au point que les chambres de commerce des ports adressent des félicitations aux officiers de la Marine de guerre, note l'historien Patrick Villiers.
La Royal Navy est, de son côté, empêtrée dans une guerre contre l'Espagne et dans un lourd soutien à la British Army des Pays-Bas autrichiens, ce qui l'oblige à disperser ses escadres un peu partout. Celle de la Manche, entre autres, est très importante alors que les Français ont renoncé après deux échecs à leurs plan d'invasion de la grande-Bretagne et ont quasiment déserté ces eaux, n'y laissant agir que les corsaires. La Royal Navy ne prend conscience du succès de la stratégie française qu'en 1746, ce qui suscite une vigoureuse réaction menée par des chefs nouveaux (George Anson, Edward Hawke) qui remplacent les vieux amiraux. Ils décident de serrer la côte française au plus près avec une nouvelle escadre, le Western Squadron, chargée de guetter l’arrivée ou le départ des convois (souvent prévenus aussi, par un service d’espionnage renforcé). Cette politique de blocus provoque en 1747 la reprise des grands affrontements navals sur la façade atlantique.

## Le déséquilibre des forces en présence
Côté français, il n'y a aucune raison de changer une stratégie qui a très bien fonctionné jusque-là et on prépare les armements pour la campagne de 1747 sur les mêmes principes que ceux des années précédentes. Deux convois sont prévus pour le printemps 1747. Le premier est purement militaire puisqu'il s'agit d'apporter de gros renforts pour le Canada où l'on n'a pas renoncé à reconquérir la forteresse de Louisbourg, prise en 1745 par les Anglo-Américains (c'était l'un des rares véritable succès de la Royal Navy depuis le début de la guerre). Un convoi de 40 navires de charge doit quitter Brest en mai sous les ordres de Jacques-Pierre de Taffanel de La Jonquière, un chef d'escadre expérimenté, habitué des missions d'escorte et qui doit prendre le poste de gouverneur du Canada. On peut cependant se demander si le succès des précédentes missions n'amène pas le ministre à baisser un peu la garde, puisque ce convoi très important ne bénéficie que d'une escorte de 3 vaisseaux et 2 frégates seulement. Le plus puissant, le Sérieux, que monte La Jonquière, n'a que 64 canons, et le Rubis, qui porte en théorie 52 canons est en fait armé en flûte et n'en embarque que 30.
Le deuxième convoi, sous les ordres du chevalier de Saint-Georges est essentiellement commercial. Il s'agit de 15 voiles de la Compagnie des Indes à destination de Pondichéry et de l'Hindoustan portant aussi du ravitaillement et quelques renforts. Il sort de Lorient avec sa petite escorte de 2 vaisseaux (et sans doute quelques frégates) mais un violent coup de vent disperse quelques navires de commerce et de guerre. Ces derniers rejoignent à l'île d'Aix La Jonquière qui décide de les prendre sous sa protection, ce qui lui permet aussi de récupérer une grosse unité de 74 canons pour l'escorte. Il dispose maintenant de 6 vaisseaux : l’Invincible (74 canons), le Sérieux (64 canons, navire amiral), le Rubis (30 au lieu de 52), le Jason (50), la Gloire (40), l’Émeraude (40), suivi de 5 frégates, la Chimère (36), le Diamant (30 ?), l’Apollon (30), le Philibert (30), le Thétis (22) et 3 corvettes, le Vigilant (20), le Modeste (18), le Dartmouth (un ex-corsaire britannique de 18). On remarque que deux vaisseaux, la Gloire et l'Émeraude n'ont que 40 canons, ce qui en fait des unités plus proches de la grosse frégate que du véritable vaisseau de ligne. Sur le papier l'escorte française dispose donc d'à peu près 400 canons, qu'il faut en fait réduire à 298 si on retranche les bouches à feu des frégates qui ne doivent normalement pas être engagées dans une bataille navale. La Jonquière a sous son commandement 2 819 marins et soldats de marine,.
Côté britannique, le Western Squadron a été confié à Anson, secondé par Peter Warren. L'escadre dispose de 14 vaisseaux, une frégate, une corvette, un brûlot. C'est une force considérable qui comporte deux très grosses unités, le HMS Prince George (90 canons, navire amiral) et le Namur (74), suivi d'un énorme groupe de navires de force moyenne, le Devonshire (66), le Monmouth (64), le Prince Frederick (64), le Yarmouth (64), le Princess Louisa (60), le Nottingham (60), le Defiance (60), le Pembroke (60), le Windsor (60), le Centurion (50), le Falkland (50), le Bristol (50). La frégate l'Ambuscade — une capture française — aligne 40 canons, la corvette Falcon 10 canons, le brûlot Vulcan (8 canons). La présence d'une seule frégate est étonnante car ces navires sont normalement essentiels pour l'éclairage de l'escadre et une force de 14 vaisseaux en dispose normalement de quatre ou cinq. Quoi qu'il en soit, ce squadron compte à peu près 1 000 canons servis par 8 000 marins, soit largement plus du double de ce dont dispose La Jonquière. Avec un tel écart de force, les Français n'ont aucune chance de pouvoir échapper à l'anéantissement ou même simplement de repousser l'adversaire si une rencontre vient à se produire.

## Une bataille acharnée

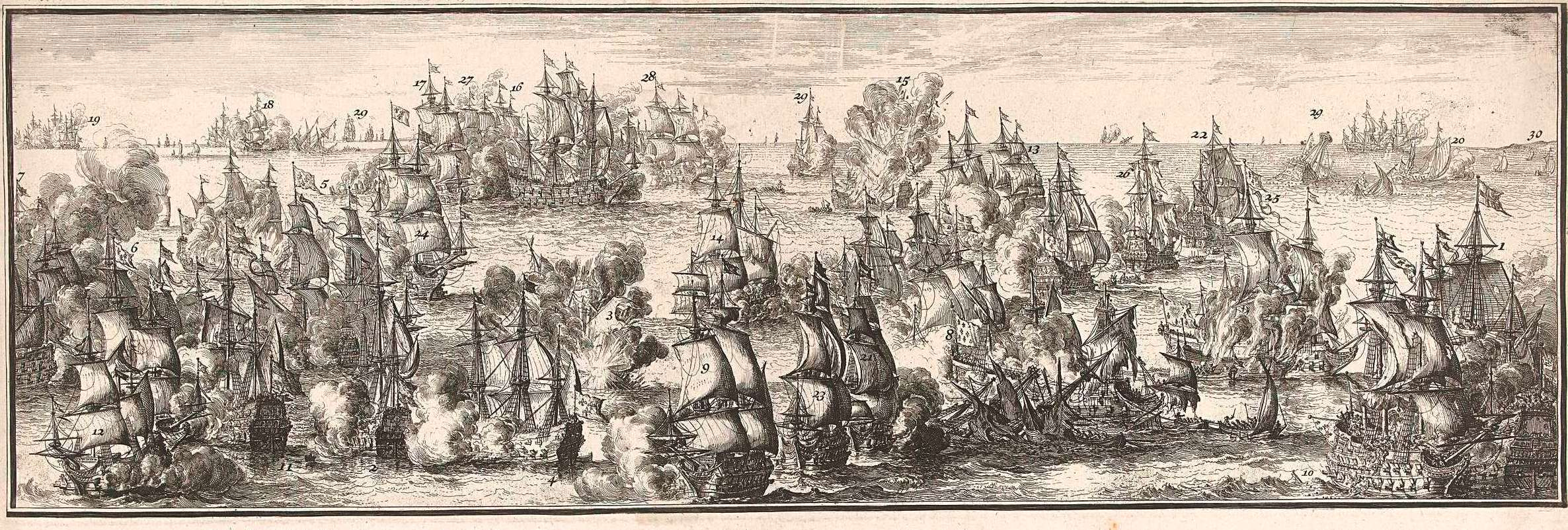
Les différentes phases de la bataille vues par une gravure hollandaise. Celle-ci, extrêmement violente, se solde par l'anéantissement de l'escorte française et la capture d'une partie du convoi, même si aucun navire n'explose contrairement à ce que laisse entendre l'image.

La Jonquière et le chevalier de Saint-Georges quittent l'île d'Aix le 10 mai, avec l'intention de naviguer groupés jusqu'au large de la Galice, puis de se séparer pour atteindre chacun leur destination. Les Britanniques, informés depuis longtemps de ce départ, guettent le convoi dans le golfe de Gascogne. Côté français, les ordres du ministère sont très clairs : le convoi est prioritaire et doit passer coûte que coûte. Côté britannique, l'objectif primordial est la saisie du convoi, ce qui ne devrait normalement pas poser de gros problèmes militaires vu la disproportion des forces : l'escorte française devrait normalement s'enfuir… Ce sont en fait deux cultures militaires qui sont face à face. Côté britannique, on pratique aussi le convoi escorté, mais en cas d'attaque ennemie impossible à repousser, l'escorte doit se replier et c'est le convoi qui est sacrifié. Cette politique permet à la Royal Navy de maintenir sa supériorité numérique alors que côté français on donne la priorité aux navires de commerce. Compte tenu de cette logique, la bataille est inévitable.
Le 14 mai au matin, les deux flottes sont en vue l'une de l'autre au large du cap Ortégal, au nord du Finisterre espagnol. Les Français font route au sud-ouest et voient se détacher les voiles britanniques qui arrivent par le nord-ouest. L'escadre d'Anson progresse en ligne de front, déployée sur près de 9 milles de long, sans doute pour profiter du vent qui est presque arrière (nord-nord-ouest). Côté français on sait que l'escadre britannique rattrapera tôt ou tard le convoi car les navires de commerce sont beaucoup plus lents que les vaisseaux de guerre. La Jonquière sonne le branle-bas de combat et forme sa ligne de bataille en y intégrant 4 gros navires armés de la Compagnie des Indes, ce qui sur le papier lui donne 10 vaisseaux face aux 14 d'Anson. Il fait régler la marche de l'escorte sur le convoi en diminuant ses voiles et observe l'escadre britannique qui approche. L'essentiel de la journée se passe ensuite à manœuvrer pour éloigner cette dernière du convoi.
Vers 13 h 00, les Britanniques sont à 3 milles. La Jonquière s'interpose entre eux et le convoi qui fuit au sud-ouest avec 2 (ou 6) frégates. Les Britannique, se forment à leur tour, en ligne de bataille et se rapprochent peu à peu en parallèle de la ligne française. Warren, devinant que les vaisseaux français ne désirent que lui barrer la route pour permettre au convoi de passer, demande à Anson de faire hisser le signal ordonnant la chasse générale au convoi. Après semble-t-il un moment de confusion, Anson suit la proposition de son second, et les Britanniques abandonnent la ligne de bataille pour se jeter à la poursuite du convoi, toutes voiles dehors, ce que doit faire aussi l'escorte française pour ne pas se laisser distancer. Vers 16 h 00, les Britanniques sont à portée de tir des transports de troupes. La Jonquière n'a plus le choix : il coupe la route du Western Squadron pour le forcer à combattre et protéger le convoi.

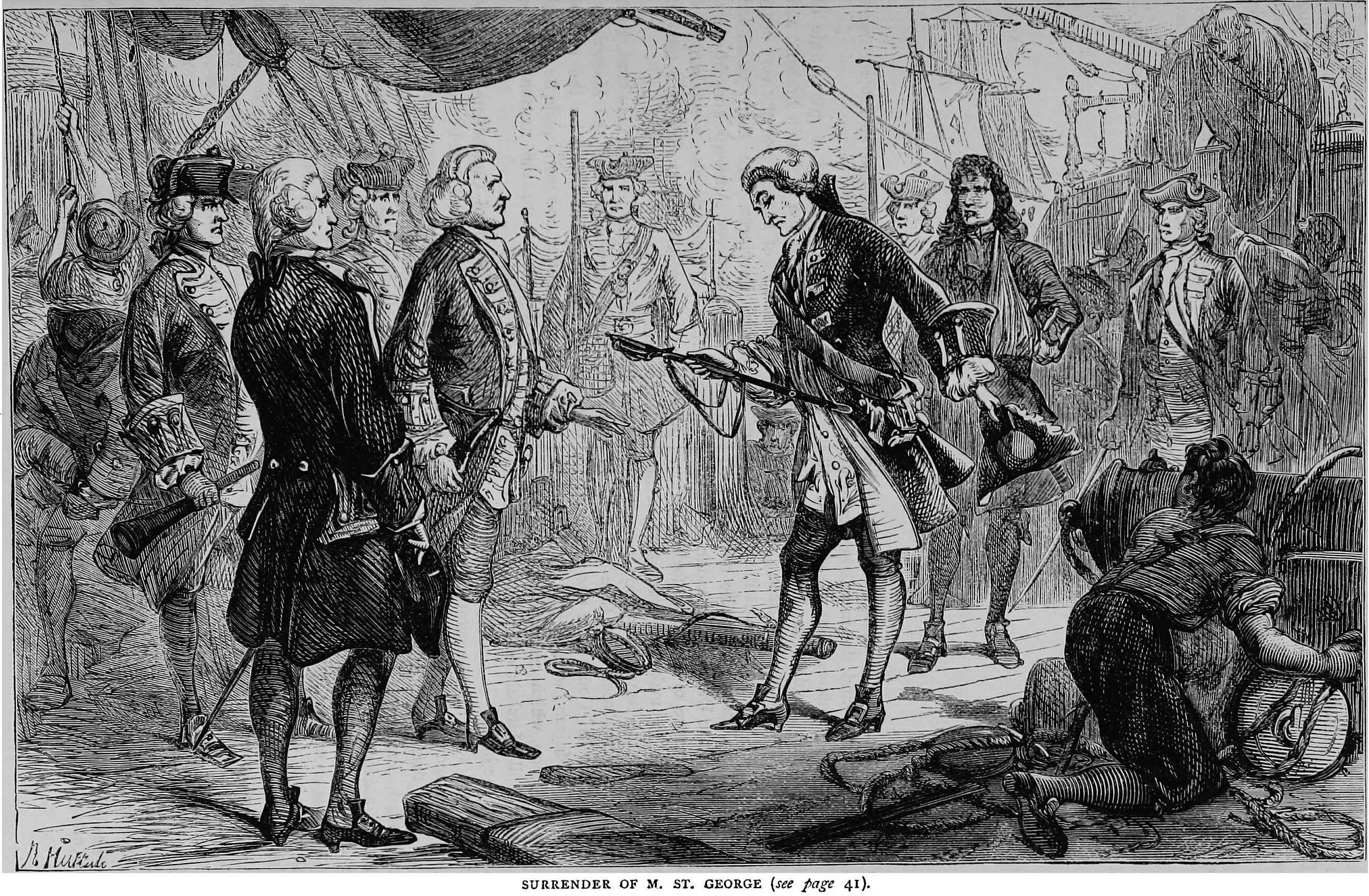
« Monsieur, vous avez vaincu lInvincible et la Gloire vous suit ». Le chevalier de Saint-George présente son épée à l'amiral Anson à l'issue de la bataille.

La bataille qui s'engage prend aussitôt un tour acharné et sanglant. Les premiers vaisseaux britanniques tirent à démâter pour neutraliser ou ralentir les navires français qui sont ensuite pris à partie par les grosses unités de la Royal Navy plus lourdes et plus lentes comme le HMS Prince George (90) ou le Namur (74). La mêlée dure plus de trois heures au milieu d'un violent orage. Les vaisseaux français, de plus petit gabarit et qui combattent sur les deux bords, succombent les uns après les autres. Le Jason (50) amène son pavillon assez rapidement. Le Rubis (30), attaqué par 2 vaisseaux britanniques, le Pembroke (60) et le Nottingham (60), ne se rend que lorsqu’il est totalement désemparé. La Gloire (40) soutient un duel de trois heures contre le Windsor (60), le Bristol (50) et le Prince George (90). Son commandant a la tête emportée par un boulet. Le navire ne se rend qu’après avoir épuisé ses munitions.
Parmi les blessés se trouve le jeune comte de Grasse, futur vainqueur de la guerre d'indépendance des États-Unis. Le Diamant (30 ?) n’est plus qu’une épave lorsqu’il se rend aux 4 vaisseaux qui le cernent, après trois heures de canonnade. La Jonquière, sur le Sérieux (64) résiste pendant trois heures au Namur (74), au Devonshire (66) et au Falkland (50). Profitant de la mer houleuse, il réussit grâce à un vigoureux coup de barre à se placer entre le Devonshire et le Namur pour leur asséner tour à tour une sévère bordée. Mais le navire, criblé de coups, compte 9 pieds d’eau dans la cale et sa voilure est fracassée. La Jonquière, par ailleurs très grièvement blessé, doit baisser pavillon à son tour. Deux des quatre navires de la Compagnie des Indes réussissent à s'enfuir, mais les deux autres sont capturés, ainsi qu'une partie des frégates.
À la nuit tombante le drame est consommé, même si la bataille s'attarde, car un vaisseau donne du fil à retordre aux chefs britanniques. Il s'agit de l’Invincible (74 canons), qui livre un combat aussi acharné que désespéré à toute l'escadre britannique. Ce puissant navire, sorti depuis peu des chantiers navals (1744), montre sa valeur entre les mains habiles du chevalier de Saint-Georges et ne se rend qu'après huit heures de combat. Ses munitions étant épuisées, le chevalier de Saint-Georges aurait fait tirer une dernière fois en chargeant ses canons avec son argenterie.
En présentant son épée à l'amiral Anson, le chevalier de Saint-George, qui ne semble pas trop affecté par l'issue du combat, a encore assez d'esprit pour un calembour : « Monsieur, vous avez vaincu l'Invincible et la Gloire vous suit ». Parmi les prisonniers se trouve le jeune Marion Dufresne, futur navigateur et explorateur de l'océan Pacifique. Un capitaine britannique fait l'éloge du comportement des officiers français : « Je n'ai jamais vu une meilleure conduite que celle du commodore français ; et, pour dire la vérité, tous les officiers de cette nation ont montré un grand courage ; aucun d'eux ne s'est rendu que quand il leur a été absolument impossible de manœuvrer. »

## Un bilan très contrasté: tout le monde vainqueur?

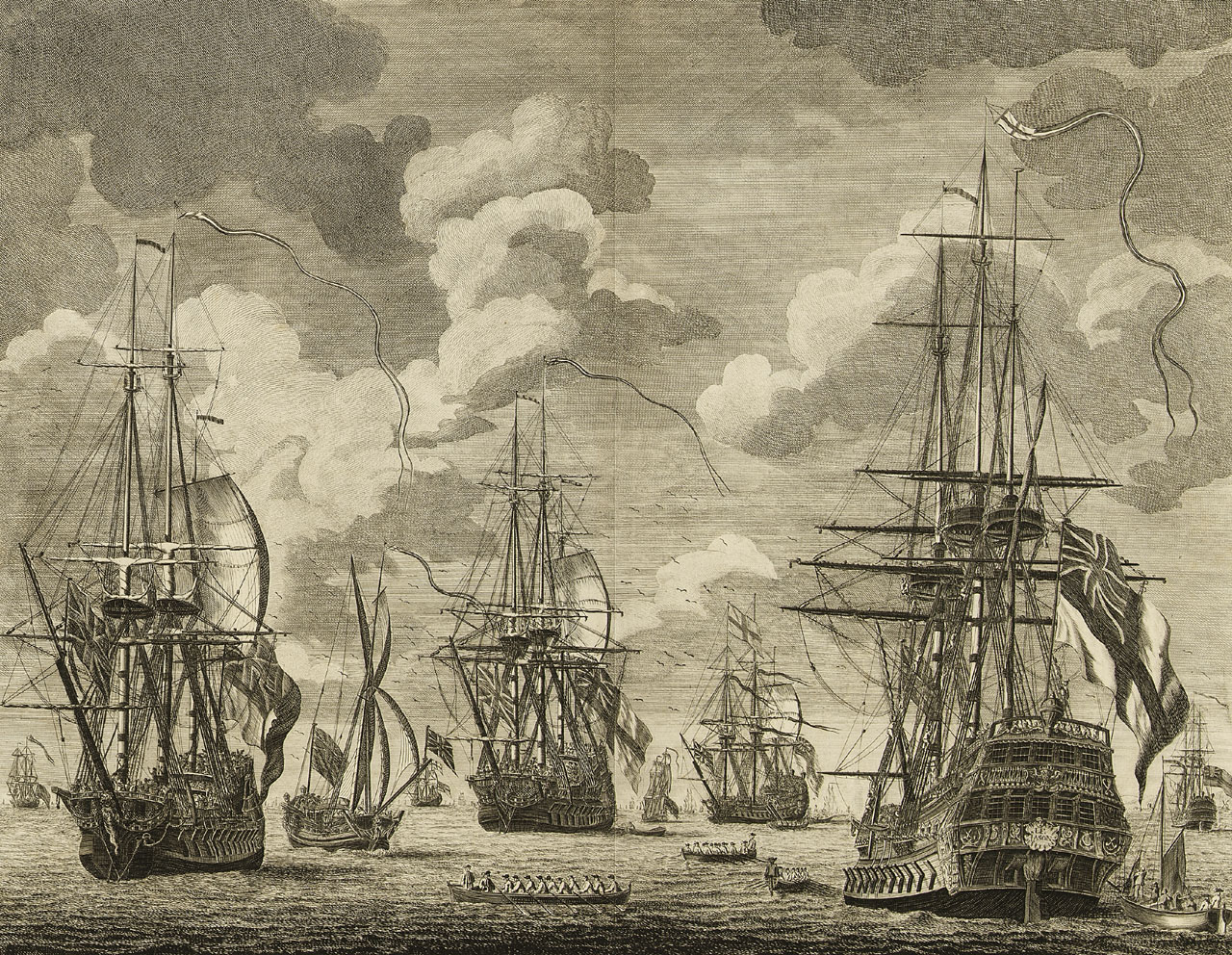
Trois des six vaisseaux français capturés, le Rubis, le Diamant et le Jason. Ils sont intégrés dans la Royal Navy, comme nous le montre cette gravure de 1750.

Les 2 819 marins, soldats et officiers de l'escorte sont tous capturés, tués ou blessés. Le pertes sont très élevées même s'il est difficile de les connaître avec précision, tant les chiffres varient d'un historien à l'autre. Le premier auteur de l'article Wikipedia sur cette bataille donne des pertes de 434 tués et 358 blessés pour les Français mais sans préciser ses sources. Michel Vergé-Franceschi cite le chiffre de 800 morts français mais ne dit rien des blessés. Jean-Claude Castex parle de 700 hommes « hors de combat », sans détailler les morts et les blessés. Les pertes britanniques seraient presque équivalentes bien que les historiens britanniques n'en confessent que 500…
Le bilan matériel de la journée permet aux deux protagonistes de s'en tirer la tête haute. Côté britannique, c'est clairement une victoire et elle est revendiquée comme telle puisque l'escadre française a été entièrement capturée. Côté français, ont retient surtout que La Jonquière a rempli sa mission, puisque pour l'essentiel les navires civils sont passés. Après l'engagement, Anson a envoyé trois de ses vaisseaux les moins endommagés, le Monmouth, le Yarmouth et le Nottingham, donner la poursuite au convoi du Canada, mais une bonne partie de celui-ci a réussi à se sauver même si les chiffres varient là encore d'un historien à l'autre. Patrick Villiers et Jean-Pierre Duteil précisent que les Britanniques réussissent à s'emparer de 26 navires sur 40, soit plus de la moitié des transports. Michel Vergé-Franceschi soutient que le convoi à destination de Québec y arrive sain et sauf. Jean-Claude Castex parle de quelques navires capturés, mais l'historien britannique Tunstall parle de 18 prises. L'article Wikipedia en anglais « First Battle of Cape Finisterre » ne donne que 6 transports capturés. Deux siècles et demi après, la comptabilité de cette bataille garde sa part de mystère… Quant au convoi de la Compagnie des Indes, plus personne n'en fait mention ce qui indique qu'il a profité du combat pour se sauver lui aussi, malgré la capture de deux de ses navires et d'une partie de son escorte, puisque l'Invincible (74) n'était pas au départ placé sous le commandement de La Jonquière. Cinq navires gagnent l’île de Saint-Catherine sur les côtes du Brésil. Sans nouvelles du reste du convoi, ils reprennent la mer le 9 août et arrivent à l’Île-de-France le 12 octobre avant de filer vers Pondichéry porter des renforts à Dupleix.
Même si le convoi pour le Canada est plus ou moins épargné, la capture de La Jonquière fait capoter le projet de reconquête de Louisbourg. Le chef français va passer plusieurs mois en captivité en Angleterre, où il est très bien traité, comme tous les autres officiers. La bataille n'a pas de grandes conséquences stratégiques, la guerre de Succession d'Autriche étant sur le point de se terminer, d'ailleurs sur une victoire française en Europe et aux Indes. La Jonquière gagnera son poste de gouverneur du Canada en 1748, où il mourra en fonction en 1752. La Jonquière n'est d'ailleurs pas le seul administrateur colonial à ne pouvoir prendre ses fonctions sous les effets du blocus britannique resserré. Le 20 septembre 1747, Hubert de Brienne de Conflans est blessé et capturé après une série d'engagements au large d'Ouessant. Comme son confrère, il ne gagnera son poste de gouverneur général de Saint-Domingue qu'en 1748, après le traité de paix.
On peut conclure en s'attardant sur les conséquences tactiques à court et à long terme de cette bataille. Au ministère de la Marine, on se rend compte après ce combat que la stratégie des convois escortés a atteint ses limites. Maurepas fait renforcer les escortes en augmentant le nombre et la puissance des vaisseaux destinés à ces missions, ce qui donnera lieu en octobre 1747 au dernier grand combat naval du conflit presque au même endroit. Côté britannique, on examine avec beaucoup de curiosité le vaisseau de 74 canons si difficilement capturé pour se rendre compte avec étonnement de son avance technique. Il sera intégré à la Royal Navy sous le nom de HMS Invincible et sera à la base d'une nouvelle série de vaisseaux de ligne, la Valiant Class (en), qui formera l'ossature de la Royal Navy jusqu'en 1815. Quant à Anson, cette bataille lui vaut le titre de pair de Grande-Bretagne et le grade de vice-amiral. Warren est lui reçu dans l'ordre du Bain. Anson deviendra l'un des principaux responsables de la Royal Navy et engagera celle-ci sur la voie de réformes profondes, qui lui apporteront de grandes victoires et la maîtrise des mers pendant le conflit suivant.

## Galerie

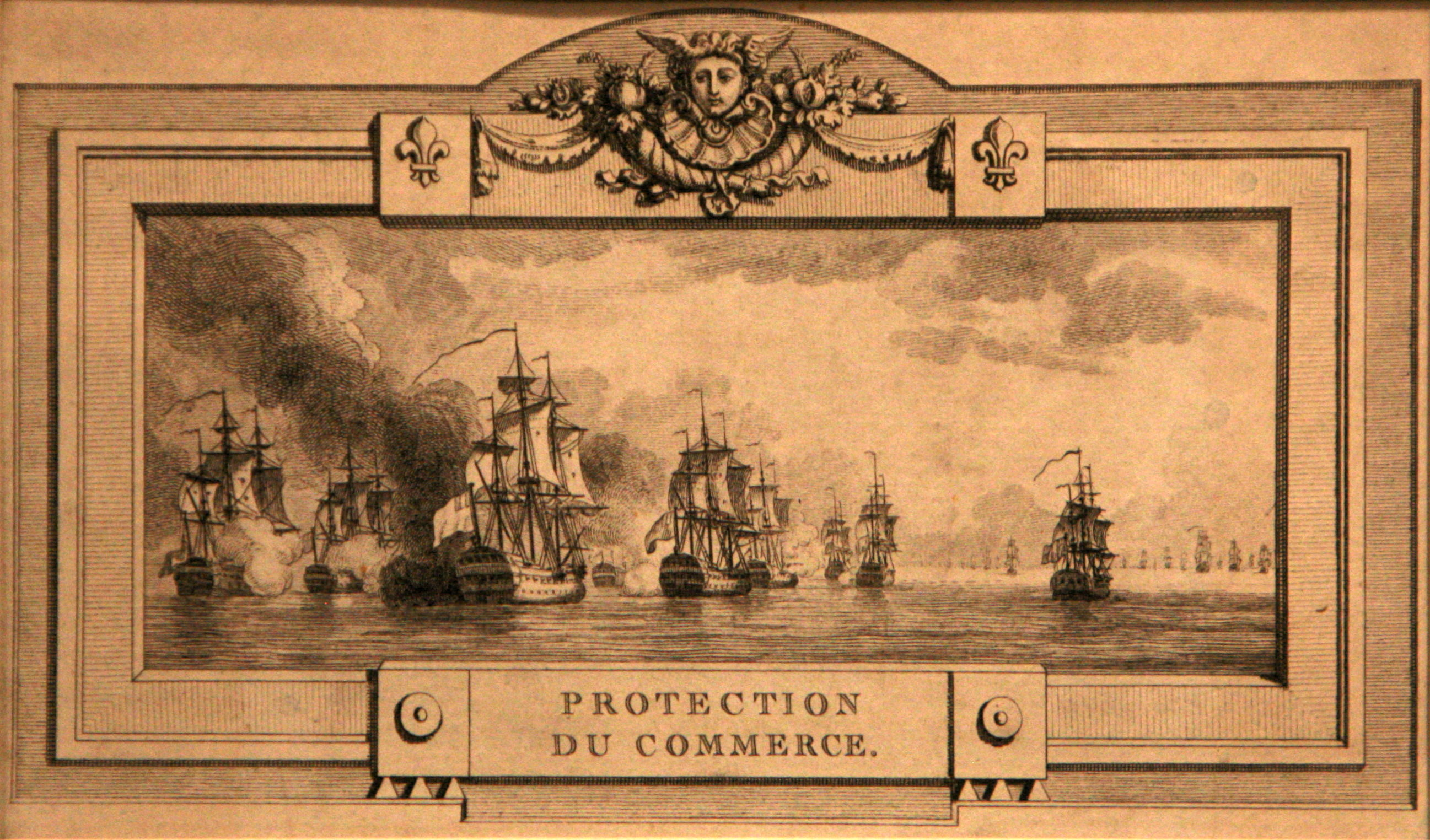
Pendant la guerre de Succession d'Autriche, la protection du commerce est l'une des missions essentielles de la marine française.
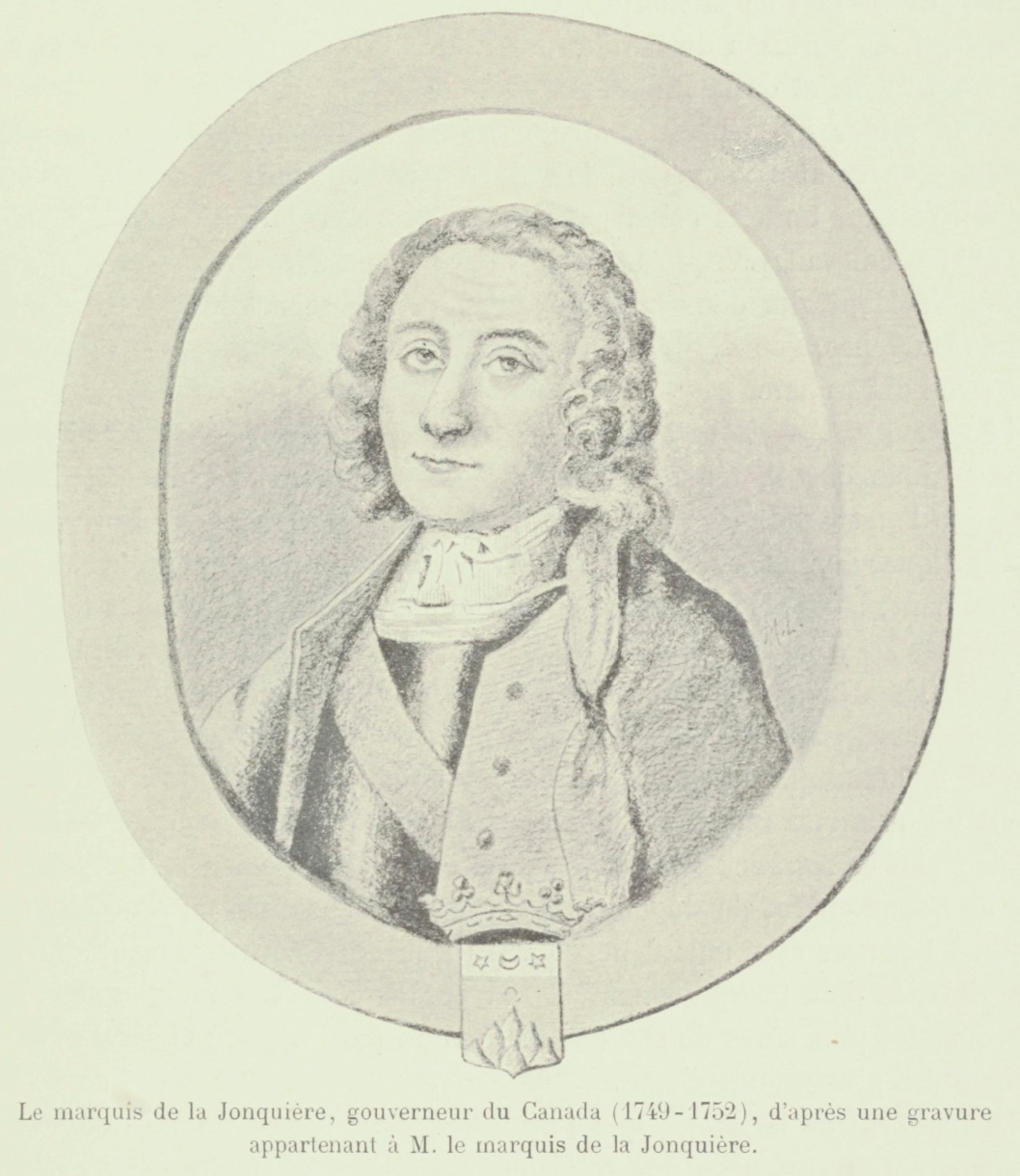
La Jonquière est chargé en mai 1747 d'un important convoi pour le Canada mais ne dispose que d'une faible escorte de 6 vaisseaux pour l'accompagner.
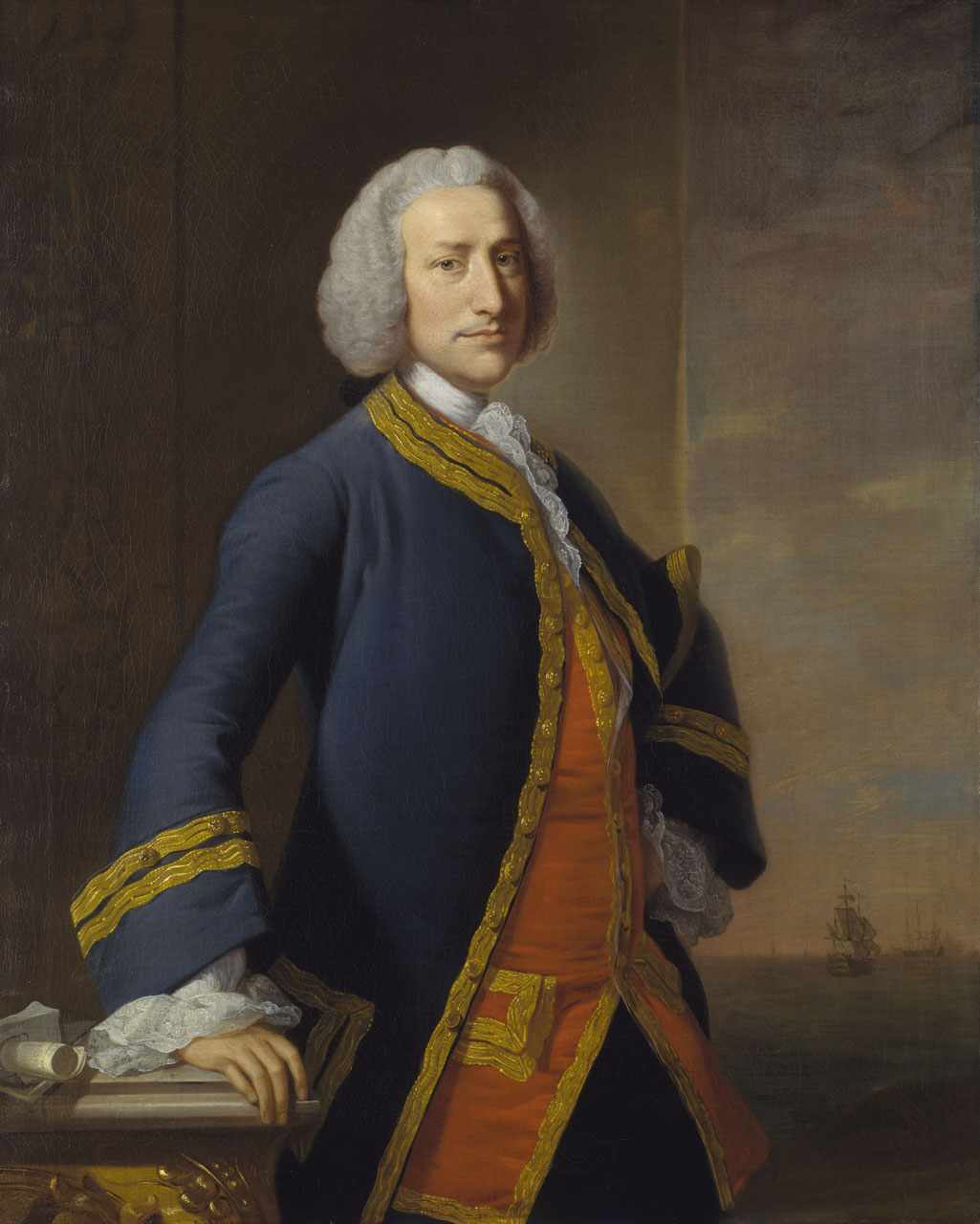
George Anson reçoit en 1747 le commandement d'une nouvelle escadre, le Western Squadron. Elle compte 14 vaisseaux et doit intercepter les convois français.
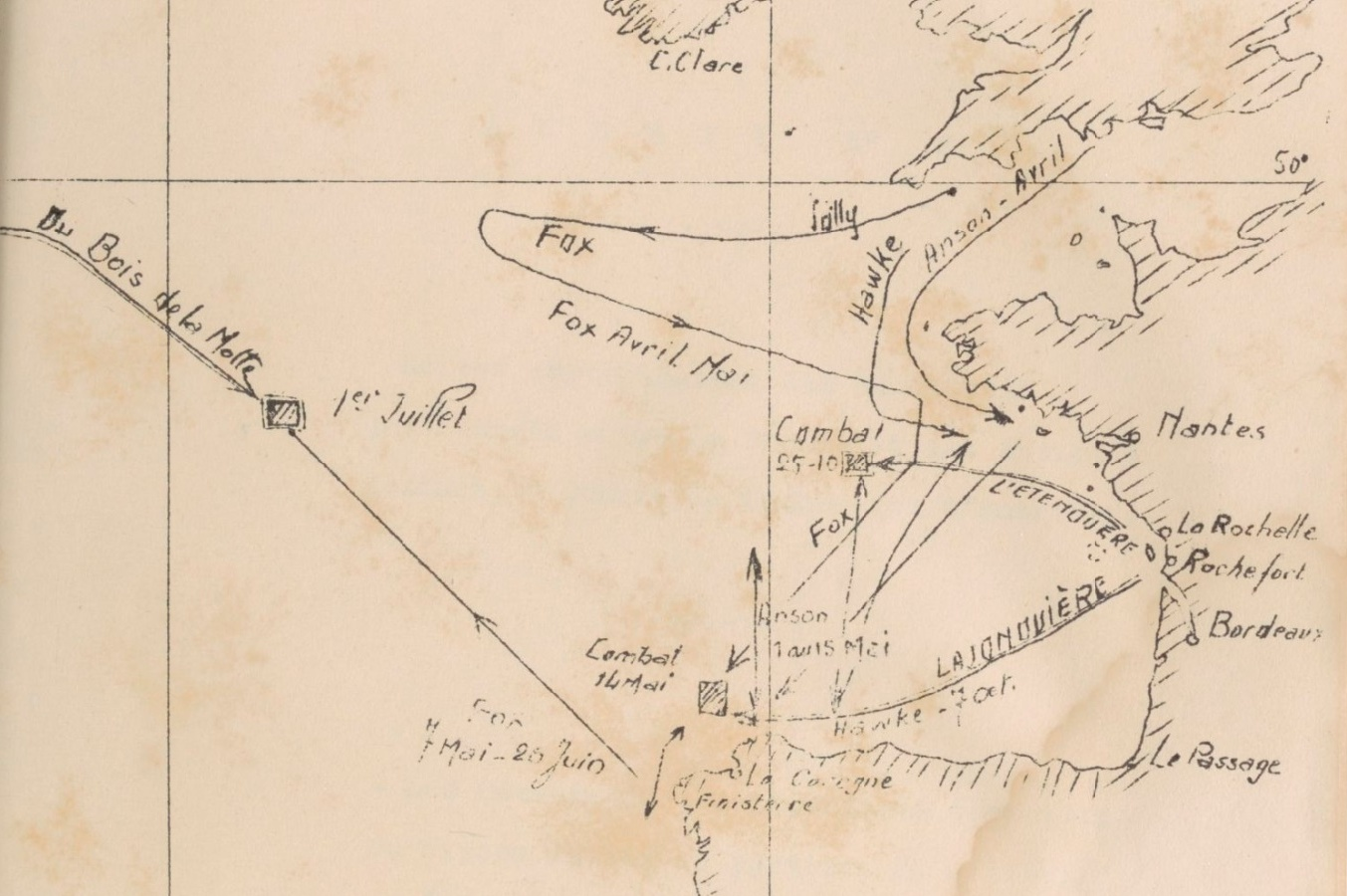
La bataille du cap Finisterre (ou Ortégal) a lieu à la sortie du golfe de Gascogne, au large du Finisterre espagnol. L'escorte est anéantie à l'issue d'un violent combat.
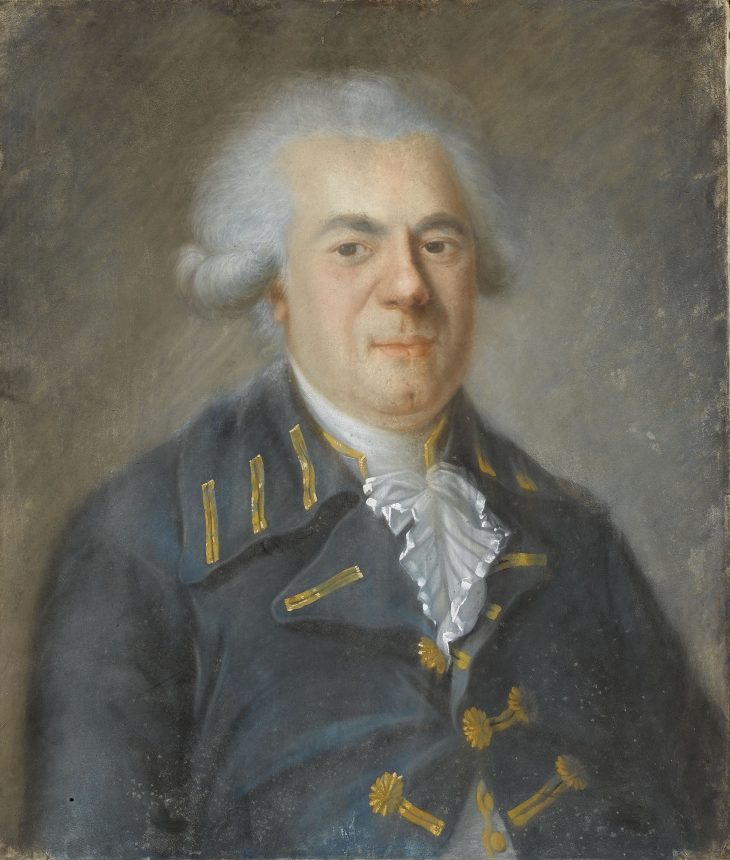
De Grasse, le futur vainqueur de la guerre d'Amérique est gravement blessé et fait partie des nombreux prisonniers, au côté de La Jonquière.
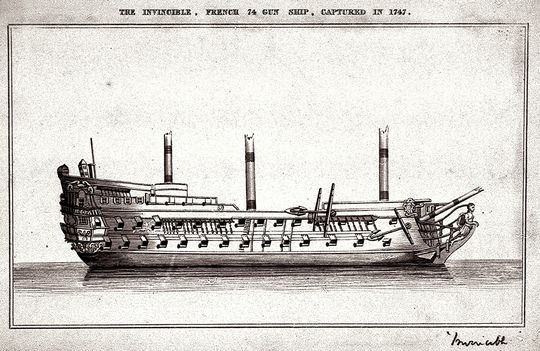
L’Invincible, démâté dans un port britannique. Le vaisseau de 74 canons n'a été saisi qu'après 8 heures de combat et l'épuisement de ses munitions.

## Sources et bibliographie
: document utilisé comme source pour la rédaction de cet article.
En français
- Charles Chabaud-Arnault, « Études historiques sur la marine militaire de France », Revue maritime et coloniale, Ministère de la Marine et des colonies, no 123,‎ octobre 1894, p. 86 et suiv.
- Étienne Taillemite et Maurice Dupont, Les guerres navales françaises : du Moyen âge à la guerre du Golfe, Paris, SPM, 1995, 392 p. (ISBN 2-901952-21-6).
- Rémi Monaque, Une histoire de la marine de guerre française, Paris, éditions Perrin, 2016, 526 p. (ISBN 978-2-262-03715-4).
- Michel Vergé-Franceschi, La Marine française au XVIIIe siècle, éditions Sedes, 1996.
- Michel Vergé-Franceschi (dir.), Dictionnaire d'Histoire maritime, éditions Robert Laffont, coll. « Bouquins », 2002, 1508 p. (ISBN 2-221-08751-8 et 2-221-09744-0).
- Jean Meyer et Martine Acerra, Histoire de la marine française : des origines à nos jours, Rennes, Ouest-France, 1994, 427 p. [détail de l’édition] (ISBN 2-7373-1129-2, BNF 35734655).
- Alain Boulaire, La Marine française : De la Royale de Richelieu aux missions d'aujourd'hui, Quimper, éditions Palantines, 2011, 383 p. (ISBN 978-2-35678-056-0).
- Étienne Taillemite, Dictionnaire des marins français, Paris, Tallandier, coll. « Dictionnaires », octobre 2002, 537 p. [détail de l’édition] (ISBN 978-2847340082).
- Jean Meyer et Jean Béranger, La France dans le monde au XVIIIe siècle, éditions Sedes, 1993.
- Martine Acerra et André Zysberg, L’essor des marines de guerre européennes, 1680-1790, éditions Sedes, 1997.
- André Zysberg, Nouvelle Histoire de la France moderne, t. 5 : La monarchie des Lumières, 1715-1786, Point Seuil, 2002.
- Patrick Villiers et Jean-Pierre Duteil, L'Europe, la mer et les colonies XVIIe – XVIIIe siècle, Hachette supérieur, coll. « Carré Histoire », 1997.
- H.-E. Jenkins (trad. de l'anglais), Histoire de la marine française : des origines à nos jours, Paris, Albin Michel, 1977, 428 p. (ISBN 2-226-00541-2).
- Jean-Claude Castex, Dictionnaire des batailles navales franco-anglaises, Laval (Canada), éditions Presses Université de Laval, 2004 (ISBN 2-7637-8061-X, lire en ligne).
- Guy Le Moing, Les 600 plus grandes batailles navales de l'Histoire, Rennes, Marines Éditions, mai 2011, 620 p. (ISBN 978-2-35743-077-8).
- Georges Lacour-Gayet, La Marine militaire de la France sous le règne de Louis XV, Honoré Champion éditeur, 1902 (lire en ligne).
- Lucien Bély, Les relations internationales en Europe au XVIIe – XVIIIe siècle, Paris, Presses universitaires de France, coll. « Thémis », 1992, 731 p.

En anglais
- (en) James Grant, British battles on land and sea, vol. 2 : 1745-1826, Londres, Cassell & Company, Limited, 1880, 576 p. (OCLC 5866126, lire en ligne).
- (en) Joseph Allen, Battles of the British navy, vol. 1, Londres, Henry G. Bohn, 1852 (lire en ligne), p. 160.
- (en) Nicholas B&T Tunstall, Naval Warfare in the Age of Sail : The Evolution of Fighting Tactics, 1650-1815, Londres, 1990 (ISBN 0-7858-1426-4).